# Arnold Burghartz
Arnold Burghartz (* 26. April 1886 in Grevenbroich; † 25. Juni 1963 in Köln) war ein deutscher Politiker (Zentrum, CDU).

## Leben und Beruf

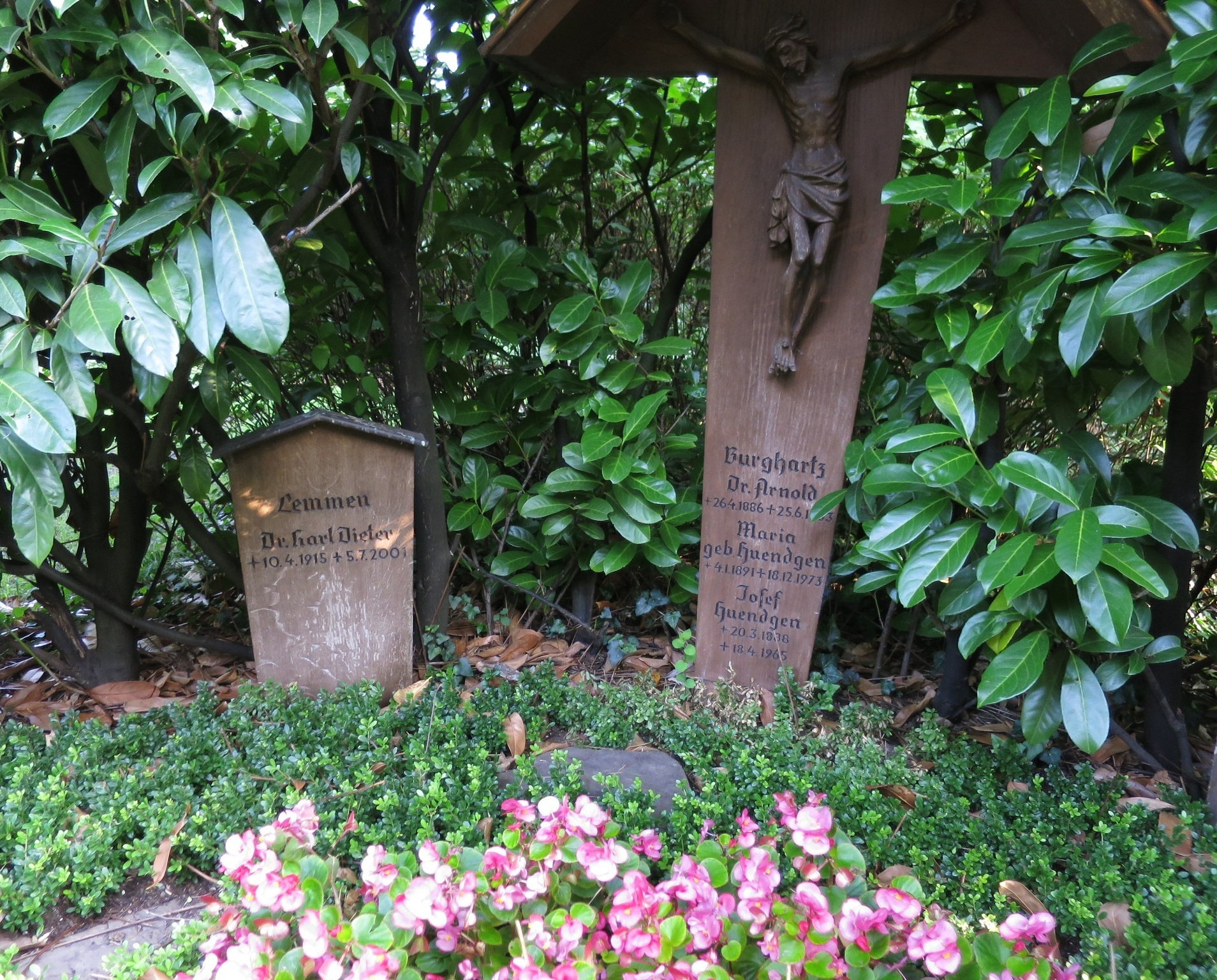
Grab auf Friedhof Melaten

Burghartz studierte nach dem Abitur Rechtswissenschaften, promovierte 1909 an der Universität Bonn und ließ sich als Rechtsanwalt nieder. Zudem war er von 1930 bis 1938 Geschäftsführer der Westmark Industriegesellschaft. Nach der Machtübernahme der Nationalsozialisten wurde er 1934 zweimal festgenommen. Seit 1942 war er als Landwirt tätig. Burghartz war Mitglied der katholischen Studentenverbindung KDStV Staufia Bonn.
Seine Grabstätte befindet sich auf dem Kölner Friedhof Melaten (Flur 40).

## Partei
Burghartz, der bereits von 1919 bis 1933 der Zentrumspartei angehört hatte, beteiligte sich nach dem Zweiten Weltkrieg zunächst an der Neugründung des Zentrums, dem er bereits in der Weimarer Republik angehört hatte. Im Februar 1949 trat er zur CDU über.

## Abgeordneter
Burghartz gehörte 1946/47 den beiden ernannten Landtagen von Nordrhein-Westfalen an und war anschließend bis zum 26. November 1947 Mitglied des ersten gewählten Landtages. Danach gehörte er bis 1949 dem Wirtschaftsrat der Bizone an.

## Veröffentlichungen
- Die Rechtsnatur der Ersatzansprüche im Arbeiterversicherungsrecht. Verlag J.C.B. Mohr, Tübingen 1909.